# Osservatorio astronomico di Uppsala
L'osservatorio astronomico di Uppsala (UAO; Astronomiska observatoriet i Uppsala) è il più antico osservatorio astronomico della Svezia. Fu fondato nel 1741, ma già nel 1593 l'università di Uppsala aveva istituito una cattedra di astronomia e vi si tenevano lezioni di astronomia fin dal 1480.
Nel Settecento Anders Celsius vi conduceva le sue ricerche e costruì il primo vero osservatorio nel 1741. Celsius propose all'università di acquistare un grande edificio in pietra nel centro di Uppsala, sopra il quale fece erigere l'osservatorio. L'edificio serviva a Celsius sia come abitazione che per le sue ricerche astronomiche.
Nell'Ottocento Anders Jonas Ångström vi condusse ricerche astronomiche, di fisica e di ottica. Vi lavorò anche suo figlio Knut Ångström, soprattutto per studiare la radiazione solare. Il vecchio osservatorio fu usato fino al 1853, quando fu costruito un nuovo osservatorio, che fu dotato nel 1860 di un telescopio rifrattore con diametro dell'obiettivo di 22,5 cm.
Nel 1893 fu installato un doppio rifrattore, uno da 36 cm per l'osservazione visiva e uno da 33 cm per la fotografia. Nel 1914 iniziò ad operare un telescopio a largo campo costituito da tre parti: un rifrattore da 16 cm per l'osservazione visiva e due astrografi da 15 cm per la fotografia.
Tutti i suddetti strumenti sono tuttora esistenti, così come l'abitazione di Celsius, una delle poche case di interesse storico in una via centrale di Uppsala con moderni negozi e centri commerciali, ma il vecchio osservatorio fu demolito nel 1857.
Nel 2000 l'osservatorio si fuse con l'Institute of Space Physics per formare il Department of Astronomy and Space Physics, situato in Ångströmlaboratoriet. Nel 2008, un'ulteriore fusione diede vita al Department of Physics and Astronomy.
Oltre alle installazioni situate ad Uppsala, la struttura gestisce l'osservatorio di Kvistaberg, con un telescopio Schmidt da 125 cm, e la "Uppsala Southern Station" presso il Siding Spring Observatory in Australia.
Il campo di attività dell'osservatorio comprende studi sulle parallasse stellari, statistiche sulle stelle, struttura della Galassia, galassie esterne, atmosfere stellari e ricerche sul sistema solare.